# Sherrill Milnes
Sherrill Milnes (ur. 10 stycznia 1935 w Downers Grove) – amerykański śpiewak operowy, baryton.

## Kariera
Milnes urodził się w stanie Illinois w rodzinie farmerów. Od najmłodszych lat wykazywał zdolności muzyczne i uczył się gry na wielu instrumentach – fortepianie, skrzypcach, klarnecie i tubie. Mimo tego w szkole średniej planował studiować medycynę, lecz wobec niepowodzeń w tym kierunku przeniósł się na wydział edukacji muzycznej, a następnie uczył się śpiewu w operze w Santa Fe.
W 1960 r. zadebiutował w Operze Bostońskiej, grając Masetta w Don Giovannim Mozarta, a już rok później wystąpił w bardziej eksponowanej roli Gerarda w operze Andrea Chénier. Od 1965 r. jest związany z Metropolitan Opera, w której debiutował rolą Walentyna w Fauście Charles’a Gounoda. W latach 1964–1968 odbywał tournée po Europie, w czasie którego ugruntował swoją międzynarodową renomę. Uważany jest za godnego kontynuatora tradycji amerykańskich barytonów, następcą m.in. Roberta Merrilla i Leonarda Warrena. Szczególnie wysoko cenione są jego interpretacje Verdiego.
Nagrał cztery indywidualne kasety Essential Opera, A Grand Night for Singing, Opera’s Greatest Duets, Sherrill Milnes at the Met oraz kilkanaście płyt z wykonaniami różnych oper.

## Słynne role
- Jago w Otellu Giuseppe Verdiego
- Georges Germont w Traviacie Giuseppe Verdiego
- Hrabia di Luna w Trubadurze Giuseppe Verdiego
- Amonasro w Aidzie Giuseppe Verdiego
- Renato w Balu maskowym Giuseppe Verdiego
- Rigoletto w operze Giuseppe Verdiego pod tym samym tytułem
- Enrico w Łucji z Lammermooru Gaetana Donizettiego
- Tonio w Pajacach Ruggera Leoncavalla
- Scarpia w Tosce Giacoma Pucciniego

## Inne fakty
W 1998 r. Milnes opublikował swoją autobiografię pt. Amerykańska aria.
Od 2001 r. razem ze swoją trzecią żoną Marią Zouves Sherrill Milnes zajmuje się szkoleniem przyszłych śpiewaków operowych w prywatnej szkole V.O.I.C.E. oraz na uniwersytecie Northwestern.